# 女医 (テレビドラマ)
『女医 NOTHING LASTS FOREVER』は、1999年7月5日より9月13日まで毎週月曜日22:00 - 22:54に、読売テレビ制作・日本テレビ系列で放送されていた日本のテレビドラマ。

## あらすじ
ある春の日、大規模病院に宮木有希、劉玉麗、花隈綾乃の3名の新人女性医師が派遣された。3人は各々研修を積み、医師として成長していく。
プレイボーイで名高い中堅医師・須藤は、ガードが堅い玉麗を「落とせる」かを他の男性医師らと賭けていた。そのことを知った有希ら3人は、誘いに乗った振りをし、賭けの終了日直前で振り、須藤の鼻を明かそうと画策。ところが、須藤を騙すつもりのこの作戦は、玉麗は次第に須藤を愛するようになり交際を開始、結婚願望を抱くように。
その頃、末期の心臓腫瘍で入院していた竹内勝を担当することになった有希は、次第に竹内が本心を話せる存在となっていた。しかし、病状が悪化し痛みに耐えられなくなってきた竹内は安楽死を求めるようになる。有希は苦しむ竹内に許容量以上の睡眠薬のフルニトラゼパムを静脈注射する。やがて竹内は死亡し、死亡保険金の受取人が有希になっていたことを知った竹内の妻は有希を訴えることになる。
同じ頃、綾乃はある製薬会社が開発した新薬を、そうとは知らずに患者に使わされていた。そして患者に次々と副作用が出始め、気にかけていた患者の一人も副作用で失明してしまう。
一方、大企業令嬢との婚約が決まった須藤は、玉麗の存在が疎ましくなり、自殺を装い玉麗を殺害。更に一方では、製薬会社との密談の席で新薬の研究維持に「No」を突きつけた病院事務長の時任が、製薬会社のバックに刺される。病院に搬送された時任のオペをしようとする有希の前に「殺人者にオペはさせられない」と、外科医の太田や警官が立ちはだかる。有希は逮捕されるが、弁護士・鈴木との接見でも立件された事件の核心を多く語ろうとはしない。鈴木は有希に叫ぶ。「貴方は医者でしょう!? 何故真実を語ろうとしないのですか!?」と。

## キャスト

### 主要人物
宮木 有希（みやぎ ゆき）
演 - 中谷美紀
心臓外科医。
劉 玉麗（りゅう ぎょくれい）
演 - りょう
脳外科医。中国人。素行の悪い弟がおり、常に心配している。須藤と交際し結婚を考えるようになる。10話で死亡する。
花隈 綾乃（はなくま あやの）
演 - 大路恵美
外科医。医者の一家に生まれたが、ただ一人出来が悪く、医者になるためにとある方法で医師らを篭絡させる。

### 大規模病院
矢吹 昌志（やぶき まさし）
演 - 金子賢
有希の先輩。有希と付き合っていたが、先に医師になり離れている間に優子と浮気をしてしまう。
須藤 真（すどう まこと）
演 - 細川茂樹
外科医。プレイボーイ。堅い玉麗を落とせるかどうか、同僚医師らと賭けをする。やがて玉麗と交際するが、大企業令嬢との婚約が決まり、玉麗を疎ましく思うようになる。
太田 幸博（おおた ゆきひろ）
演 - 萩原流行
外科医。玉麗を気に入り、手中に入れようとするが、本間の機転により回避させられる。
桑原 武雄（くわはら たけお）
演 - 渡辺いっけい
医師。
草薙 浩司（くさなぎ こうじ）
演 - 石丸謙二郎
外科医。パーキンソン症候群である事を隠していたが、研修医時代の綾乃が見抜く。綾乃の診断が医師を勇退するきっかけとなった。
脇坂 篤郎（わきさか あつろう）
演 - 鹿賀丈史
ゴッドハンドを持つと言われる心臓外科医。
婦長
演 - 根岸季衣
医師と看護婦との扱われ方の違いを、露骨な反発心で表情に出す。実は、裏で病院の薬を横流ししていた。
時任 慎司（ときとう しんじ）
演 - 寺脇康文
病院事務長。経営にうるさい。有希らとは敵対とも言える間柄であったが、製薬会社のバックに刺され、事実を有希らに話す。その上で、真の意味で病院運営の立て直しに協力する存在に。

### 患者
松岡 人詩（まつおか ひとし）
演 - 鈴木一真
植物状態が続く小説家。彼の病室は有希にとって心休まる場所であった。
夏目 茂（なつめ しげる）
演 - 橋龍吾
綾乃の担当患者。新薬を投与され、失明する。
竹内 勝（たけうち まさる）
演 - 室田日出男
心疾患で入院。有希の担当患者となる。

### 患者の関係者
速水 優子（はやみ ゆうこ）
演 - 松田美由紀
息子が心疾患を患って、入院している。昌志と付き合うようになる。
竹内 真理恵（たけうち まりえ）
演 - 黒沢あすか
竹内勝の年の離れた妻。財産目当てで結婚したようなもの。

### その他
鈴木 次郎（すずき じろう）
演 - 伊武雅刀
有希の担当弁護士。何人もの弁護士が有希の弁護を断った中、引き受けてくれた。
本間（ほんま）
演 - 六平直政
本間工業（ヤクザ）の社長。玉麗の実弟を闇の中から救い出すと持ちかける。
赤堀 堅吾（あかぼり けんご）
演 - 浜田晃
永瀬 峰子（ながせ みねこ）
演 - 西尾まり
その他
演 - 堺雅人、佐々木蔵之介、石田純一、桃井かおり、京晋佑ほか

## スタッフ
- 原作 - シドニィ・シェルダン
- 脚本 - 森下直、横田理恵
- 演出 - 国本雅広、岡本浩一、白川士
- 主題歌 - 中谷美紀「フロンティア」
- エンディングテーマ - Dir en grey「予感」
- アドバイザー - 町山広美
- 製作協力 - 東北新社クリエイツ
- 製作著作 - よみうりテレビ

## 受賞歴
- 第22回ザテレビジョンドラマアカデミー賞
  - キャスティング賞
  - タイトルバック賞（竹石渉）

## 放送日程
| 各話                                                       | 放送日        | サブタイトル | 脚本            | 演出     | 視聴率 |
| ---------------------------------------------------------- | ------------- | ------------ | --------------- | -------- | ------ |
| 第1回                                                      | 1999年7月05日 | 震えるメス   | 森下直          | 国本雅広 | 13.8%  |
| 第2回                                                      | 1999年7月12日 | スキャンダル | 森下直          | 国本雅広 | 08.6%  |
| 第3回                                                      | 1999年7月19日 | 院内ゴシップ | 森下直          | 岡本浩一 | 12.3%  |
| 第4回                                                      | 1999年7月26日 | 執刀ミス発覚 | 森下直 横田理恵 | 国本雅広 | 09.9%  |
| 第5回                                                      | 1999年8月02日 | 危険な取引き | 森下直 横田理恵 | 岡本浩一 | 11.4%  |
| 第6回                                                      | 1999年8月09日 | 手術室の悪魔 | 森下直          | 国本雅広 | 11.5%  |
| 第7回                                                      | 1999年8月16日 | 甘く危険な罠 | 森下直          | 白川士   | 10.2%  |
| 第8回                                                      | 1999年8月23日 | 臓器移植!?   | 森下直          | 国本雅広 | 10.1%  |
| 第9回                                                      | 1999年8月30日 | 苦しみか死か | 森下直          | 白川士   | 12.6%  |
| 第10回                                                     | 1999年9月06日 | さよなら花嫁 | 森下直          | 岡本浩一 | 10.1%  |
| 最終回                                                     | 1999年9月13日 | 殺人は罪     | 森下直          | 国本雅広 | 13.0%  |
| 平均視聴率 11.2%（視聴率は関東地区・ビデオリサーチ社調べ） |               |              |                 |          |        |

## 備考
- 劇中、大路恵美が渡辺いっけいに蜂蜜を用いて迫るシーンが話題となった。
- VHS化及びDVD化も実現されていないが、サウンドトラックは後述の通り発売されている。

## 関連商品
- 女医 オリジナルサウンドトラック(ダブリューイーエー・ジャパン)1999年9月8日発売

| 読売テレビ 月曜22時枠連続ドラマ    | 読売テレビ 月曜22時枠連続ドラマ | 読売テレビ 月曜22時枠連続ドラマ          |
| 前番組                             | 番組名                          | 次番組                                   |
| ---------------------------------- | ------------------------------- | ---------------------------------------- |
| ロマンス （1999.4.12 - 1999.6.28） | 女医 （1999.7.5 - 1999.9.13）   | ピーチな関係 （1999.10.11 - 1999.12.13） |